# Wilhelm von Reinländer

Wilhelm Freiherr von Reinländer

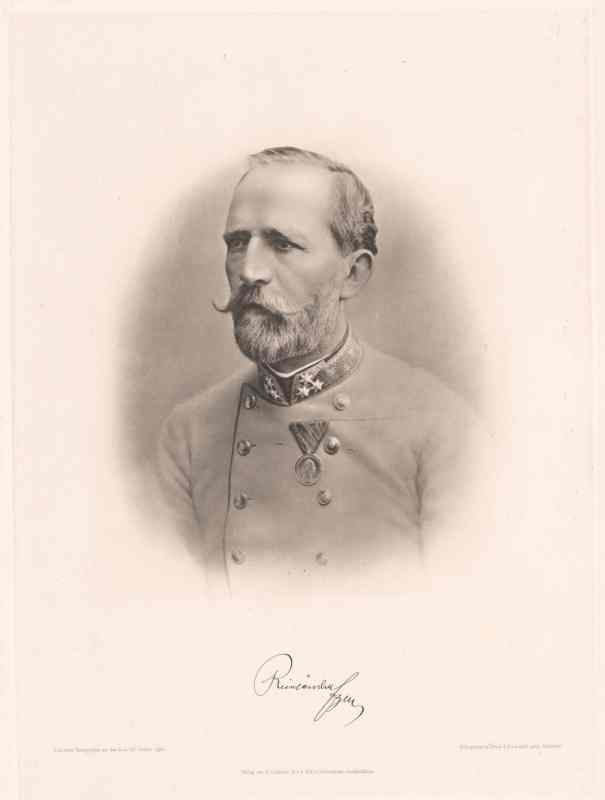
Wilhelm Freiherr von Reinländer

Wilhelm Freiherr von Reinländer (* 20. oder 28. Juni 1829 in Pausram; † 28. Januar 1910 in Portorose) war ein österreichischer General, Professor für Taktik an der k.u.k. Kriegsschule, Inhaber des 24. Infanterieregiments, Feldzeugmeister, Geheimrat und Generaltruppeninspektor.

## Leben
Nach dem Besuch des 5. galizischen Knabenerziehungshauses wurde er 1845 als ex propriis-Gemeiner zum Infanterie-Regiment 40 assentiert. Im Jahre 1848 wurde er in den Rang eines Leutnants befördert.
In den Jahren 1848/49 nahm er als Truppenoffizier am Feldzug in Ungarn, im Jahr 1859 als Generalstabsoffizier am Feldzug in Oberitalien, teil.
In der Zeit von 1861 bis 1870 lehrte er Taktik an der k.u.k. Kriegsschule.
Er wurde 1864 in den Rang eines Generalmajor befördert.
Die Lehrzeit wurde 1866 durch den Feldzug gegen Preußen unterbrochen.
Im Jahre 1870 wurde er Generalstabschef beim Generalkommando in Ofen.
In den Jahren 1874–76 war er Instruktor für die militärische Ausbildung des Kronprinzen Rudolf.
Ab 1877 kommandierte er die 28. Infanteriebrigade.
1878 beteiligte er sich an der Spitze der 14. Infanterietruppen-Division an der Okkupation Bosniens. Im September 1878 wurde die bis dahin als uneinnehmbar geltende osmanische Festung Bihać von österreichisch-ungarischen Truppen unter General Reinländer gegen heftigen Widerstand eingenommen.
Ab 1880 war er Feldmarschallleutnant und Divisionär.
1882 wurde Wilhelm von Reinländer in den Freiherrenstand erhoben. Im Jahre 1884 war er Kommandant der 28. Infanterietruppen-Division. Ab 1885 war er Inhaber des 24. Infanterieregiments. 1886 folgte die Ernennung zum Geheimrat. Ab 1886 war er Kommandant, dann kommandierender General des 10. Korps in Brünn, mit dem er im Herbst 1889 nach Przemyśl übersiedelte. 1889 erhielt er den Rang eines Feldzeugmeisters. Im Jahr 1891 bekam er das Kommando des 3. Korps in Steiermark.
Im Zuge der völligen Neuordnung der hohen Führung und der Befehlsverhältnisse in der k.u.k. Armee nach dem Tode des Armeeinspektors Erzherzog Albrecht wurde Reinländer 1897 einer der insgesamt drei Generaltruppeninspekteure, die im Wesentlichen das Bild der Schlagkraft der Armee prägten, bis mit dem Erzherzog-Thronfolger Franz Ferdinand ein neuer Machtfaktor in der hohen Führung erstarkte.
Im Jahr 1905 trat er in den Ruhestand.

## Veröffentlichungen
- Taktische Beurtheilung von grösseren Schlachten, Wien 1870
- Vorträge über die Taktik, 2 Bände, Wien 1871–1872
- XV Tafeln zu taktische Beurtheilung von grösseren Schlachten, Wien 1872